# District Council of Mount Barker
District Council of Mount Barker is een Local Government Area (LGA) in de Australische deelstaat Zuid-Australië.

## Plaatsen in het district
- Blakiston
- Brukunga
- Bugle Ranges
- Callington
- Echunga
- Hahndorf
- Harrogate
- Kanmantoo
- Littlehampton
- Macclesfield
- Meadows
- Mount Barker
- Nairne
- Prospect Hill
- Totness
- Wistow